# 266725 Vonputtkamer
266725 Vonputtkamer è un asteroide della fascia principale. Scoperto nel 2009, presenta un'orbita caratterizzata da un semiasse maggiore pari a 2,3053953 UA e da un'eccentricità di 0,1696198, inclinata di 3,17352° rispetto all'eclittica.
L'asteroide è dedicato all'ingegnere tedesco-americano Jesco von Puttkamer progettista di veicoli spaziali per la NASA.